# Altbier

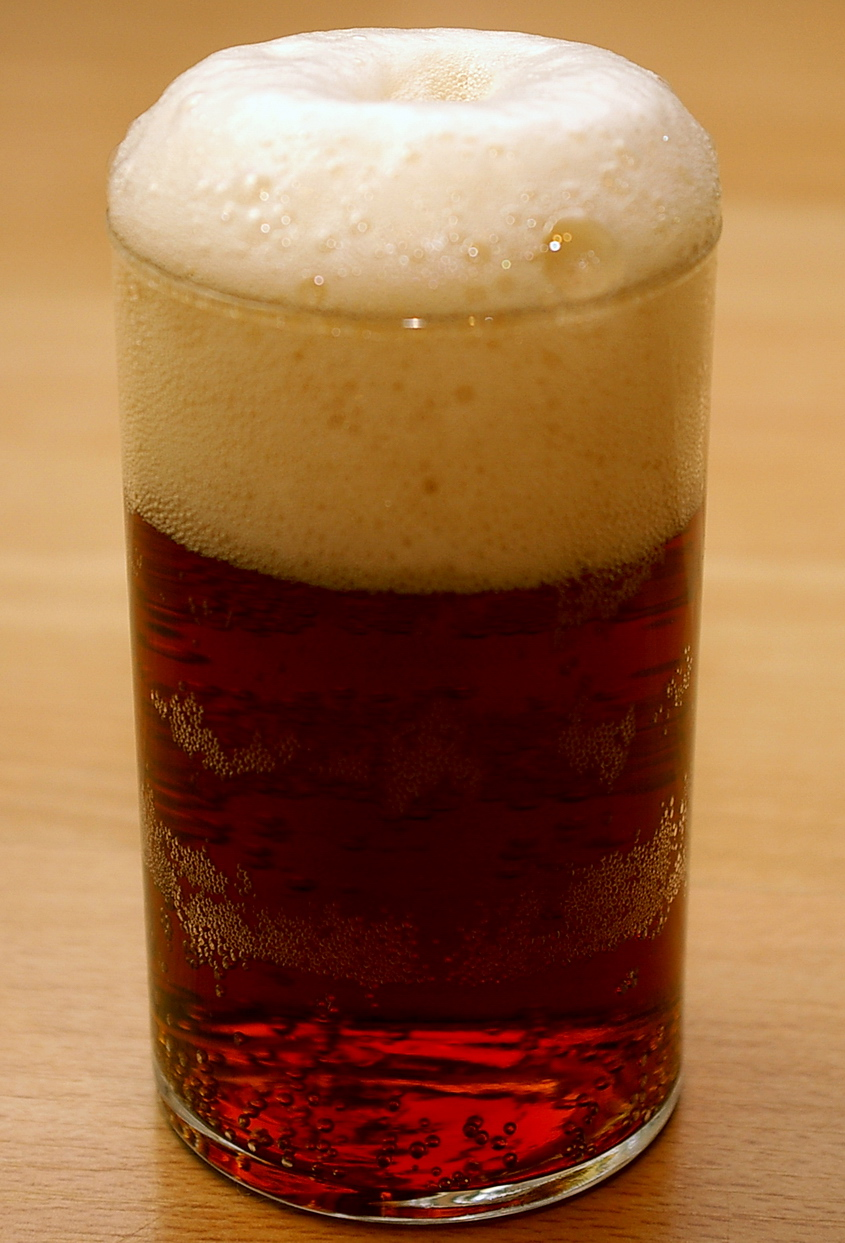
Altbier i Altbierglas

Altbier är en mörk överjäst öl, som huvudsakligen dricks i Niederrhein i Tyskland. Ölet bryggs främst i Düsseldorf, Krefeld och Mönchengladbach. Den mörka färgen uppkommer på grund av användning av mörkare malter. Namnet altbier syftar till att ölet bryggs genom gamla bryggeritraditioner.